# 宗像市立大島学園
宗像市立大島学園（むなかたしりつおおしまがくえん）は、福岡県宗像市にある市立の義務教育学校。

## 沿革
- 2018年（平成30年）
  - 4月6日 - 大島中学校と大島小学校が統合し、福岡県内では2校目、宗像市内では初の義務教育学校となる[1]。同日、開校・離任・赴任の各式典と最初の始業式挙行。
  - 4月11日 - 第1回入学式挙行。
  - 6月2日 - 第1回文化祭開催。
  - 10月7日 - 第1回運動会開催。
- 2019年（平成31年）
  - 3月8日 - 第1回卒業証書授与式挙行。最初の卒業生は、第9学年（中学3年生相当）7名。
  - 3月22日 - 第6学年の前期課程修了式（小学校卒業式相当）及び6学年と第9学年を除く学年への修了式挙行。

## 在籍者数
前期課程
| 学年 | 1年 | 2年 | 3年 | 4年 | 5年 | 6年 | 特別支援 | 合計 |
| ---- | --- | --- | --- | --- | --- | --- | -------- | ---- |
| 学級 | 1   | 1   | 1   | 1   | 1   | 1   | 0        | 6    |
| 児童 | 4   | 5   | 3   | 2   | 10  | 2   | 0        | 26   |

後期課程
| 学年 | 7年 | 8年 | 9年 | 特別支援   | 合計 |
| ---- | --- | --- | --- | ---------- | ---- |
| 学級 | 1   | 1   | 1   | 1          | 4    |
| 生徒 | 6   | 3   | 6   | 1 （内数） | 15   |

- 2020年（令和2年）5月1日時点

## 学区
- 大島全域（行政区:宮崎・東・堂ノ前・町・西・谷）[4]

## 周辺
- 福岡県道541号大島循環線
- さざなみ館
- 大島行政センター
- 大島郵便局
- 大島漁港